# La Chapelle-au-Moine
Pour les articles homonymes, voir La Chapelle.
La Chapelle-au-Moine est une commune française, située dans le département de l'Orne en région Normandie, peuplée de 587 habitants (les Capellois).

## Géographie
La commune est au sud du Bocage flérien. Son bourg est à 4,5 km à l'ouest de Messei, à 5 km au sud de Flers et à 16 km au nord de Domfront.
Le point culminant (306/309 m) se situe en limite sud-ouest, au sommet d'une colline dans la forêt de Halouze. Le point le plus bas (214 m) est en limite nord, dans un vallon alimentant le Plancaïon, un affluent de la Vère. La commune est bocagère.
| La Chapelle-Biche      | Flers                                 | Flers         |
| La Chapelle-Biche      | La Chapelle-au-Moine                  | Messei        |
| Saint-Clair-de-Halouze | Saint-Clair-de-Halouze, Le Châtellier | Le Châtellier |

### Hydrographie
La commune est traversée par la ligne de partage des eaux entre les bassins hydrographiques Seine-Normandie et Loire-Bretagne. Elle est drainée par le cours d'eau 01 de la Guérinnière et le ruisseau le Tortillon,.
Un plan d'eau complète le réseau hydrographique : l'étang des Petites Noës (2,11 ha),.

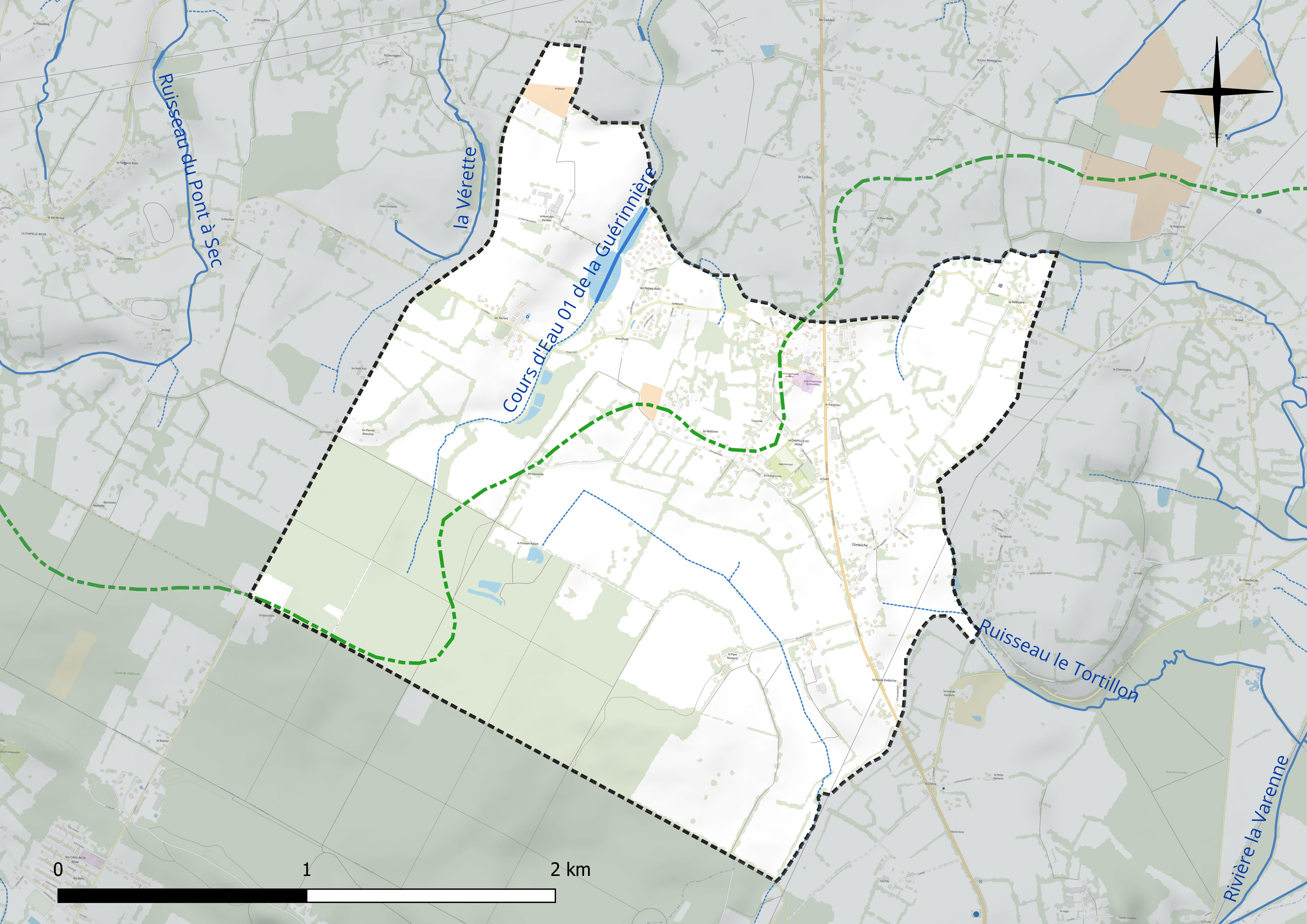
Réseau hydrographique de la Chapelle-au-Moine.

### Climat
Pour des articles plus généraux, voir Climat de la Normandie et Climat de l'Orne.
En 2010, le climat de la commune est de type climat océanique franc, selon une étude du CNRS s'appuyant sur une série de données couvrant la période 1971-2000. En 2020, Météo-France publie une typologie des climats de la France métropolitaine dans laquelle la commune est exposée à un climat océanique et est dans la région climatique Normandie (Cotentin, Orne), caractérisée par une pluviométrie relativement élevée (850 mm/a) et un été frais (15,5 °C) et venté. Parallèlement le GIEC normand, un groupe régional d’experts sur le climat, différencie quant à lui, dans une étude de 2020, trois grands types de climats pour la région Normandie, nuancés à une échelle plus fine par les facteurs géographiques locaux. La commune est, selon ce zonage, exposée à un « climat contrasté des collines », correspondant au Bocage normand, bien arrosé, voire très arrosé sur les reliefs les plus exposés au flux d’ouest, et frais en raison de l’altitude.
Pour la période 1971-2000, la température annuelle moyenne est de 10,2 °C, avec une amplitude thermique annuelle de 13,2 °C. Le cumul annuel moyen de précipitations est de 943 mm, avec 13,8 jours de précipitations en janvier et 8 jours en juillet. Pour la période 1991-2020, la température moyenne annuelle observée sur la station météorologique la plus proche, située sur la commune d'Athis-Val de Rouvre à 13 km à vol d'oiseau, est de 10,6 °C et le cumul annuel moyen de précipitations est de 944,7 mm,. Pour l'avenir, les paramètres climatiques de la commune estimés pour 2050 selon différents scénarios d’émission de gaz à effet de serre sont consultables sur un site dédié publié par Météo-France en novembre 2022.

## Urbanisme

### Typologie
Au 1er janvier 2024, La Chapelle-au-Moine est catégorisée commune rurale à habitat dispersé, selon la nouvelle grille communale de densité à sept niveaux définie par l'Insee en 2022.
Elle appartient à l'unité urbaine de Flers, une agglomération intra-départementale regroupant cinq  communes, dont elle est une commune de la banlieue,,. Par ailleurs la commune fait partie de l'aire d'attraction de Flers, dont elle est une commune de la couronne,. Cette aire, qui regroupe 38 communes, est catégorisée dans les aires de 50 000 à moins de 200 000 habitants,.

### Occupation des sols
L'occupation des sols de la commune, telle qu'elle ressort de la base de données européenne d’occupation biophysique des sols Corine Land Cover (CLC), est marquée par l'importance des territoires agricoles (68 % en 2018), en diminution par rapport à 1990 (71,2 %). La répartition détaillée en 2018 est la suivante : 
prairies (59,6 %), forêts (22,7 %), zones urbanisées (9,3 %), zones agricoles hétérogènes (7,3 %), terres arables (1 %). L'évolution de l’occupation des sols de la commune et de ses infrastructures peut être observée sur les différentes représentations cartographiques du territoire : la carte de Cassini (XVIIIe siècle), la carte d'état-major (1820-1866) et les cartes ou photos aériennes de l'IGN pour la période actuelle (1950 à aujourd'hui).

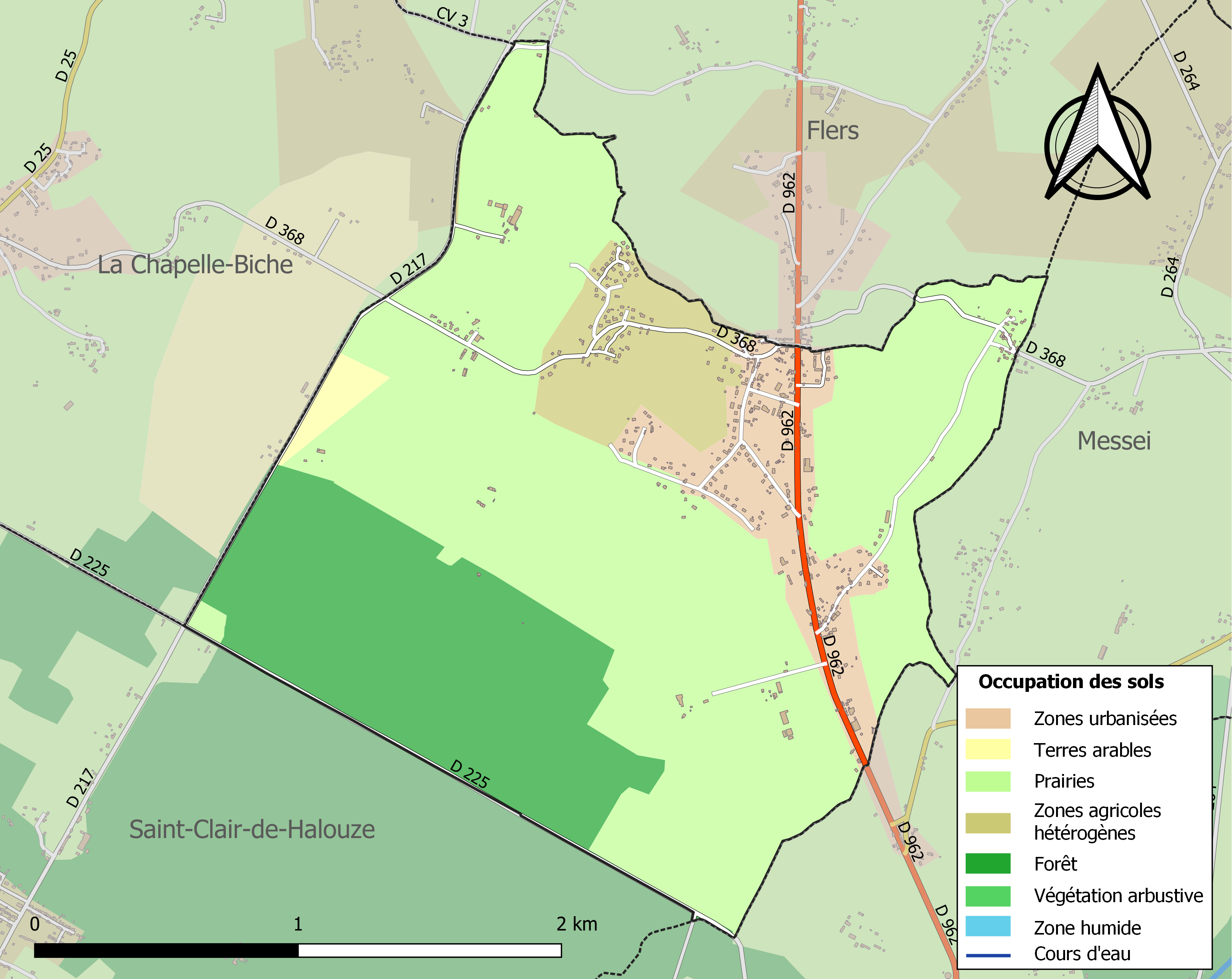
Carte des infrastructures et de l'occupation des sols de la commune en 2018 (CLC).

## Toponymie
Le nom de la localité est attesté sous les formes Capella Armentier entre 1350 et la fin du XVe siècle, Capella au Moigne en 1494, La Chapelle aux Moines en 1793, La Chapelle-au-Moine en 1801.
Le toponyme La Chapelle, très commun en France, se réfère à un lieu de culte, le plus souvent une petite église.
Dans les deux références du XIVe et du XVe siècles, ci-dessus, les déterminatifs sont vraisemblablement des noms de famille, en l'espèce Armentier et Lemoigne ou Lemoine. Pour Albert Dauzat et Charles Rostaing, Au-Moine serait lié au desservant de cette chapelle

## Politique et administration
| Période                                  | Période   | Identité     | Étiquette | Qualité                          |
| ---------------------------------------- | --------- | ------------ | --------- | -------------------------------- |
| ?                                        | 1995      | M. Bertrand  |           | Agriculteur                      |
| 1995                                     | mars 2014 | Gérard Huet  |           | Ingénieur agricole               |
| mars 2014                                | mai 2020  | Annie Grosse | SE        | Conseillère financière retraitée |
| mai 2020                                 | En cours  | Agnès Morice | SE        | Agente administrative            |
| Les données manquantes sont à compléter. |           |              |           |                                  |

Le conseil municipal est composé de quinze membres dont le maire et deux adjoints.

## Démographie
L'évolution du nombre d'habitants est connue à travers les recensements de la population effectués dans la commune depuis 1793. Pour les communes de moins de 10 000 habitants, une enquête de recensement portant sur toute la population est réalisée tous les cinq ans, les populations de référence des années intermédiaires étant quant à elles estimées par interpolation ou extrapolation. Pour la commune, le premier recensement exhaustif entrant dans le cadre du nouveau dispositif a été réalisé en 2007.
En 2022, la commune comptait 587 habitants, en évolution de +0,86 % par rapport à 2016 (Orne : −3,21 %, France hors Mayotte : +2,11 %).
La Chapelle-au-Moine a compté jusqu'à 651 habitants en 1861.
| 1793 | 1800 | 1806 | 1821 | 1831 | 1836 | 1841 | 1846 | 1851 |
| ---- | ---- | ---- | ---- | ---- | ---- | ---- | ---- | ---- |
| 420  | 426  | 477  | 483  | 447  | 498  | 521  | 538  | 608  |

| 1856 | 1861 | 1866 | 1872 | 1876 | 1881 | 1886 | 1891 | 1896 |
| ---- | ---- | ---- | ---- | ---- | ---- | ---- | ---- | ---- |
| 630  | 651  | 587  | 559  | 523  | 437  | 431  | 378  | 353  |

| 1901 | 1906 | 1911 | 1921 | 1926 | 1931 | 1936 | 1946 | 1954 |
| ---- | ---- | ---- | ---- | ---- | ---- | ---- | ---- | ---- |
| 340  | 311  | 345  | 305  | 300  | 303  | 311  | 302  | 267  |

| 1962 | 1968 | 1975 | 1982 | 1990 | 1999 | 2006 | 2007 | 2012 |
| ---- | ---- | ---- | ---- | ---- | ---- | ---- | ---- | ---- |
| 243  | 280  | 349  | 519  | 625  | 633  | 609  | 606  | 570  |

| 2017 | 2022 | - | - | - | - | - | - | - |
| ---- | ---- | - | - | - | - | - | - | - |
| 587  | 587  | - | - | - | - | - | - | - |

## Lieux et monuments
- Église Notre-Dame-des-Armées, du XIXe siècle.
- Forêt de Halouze.
- Étang des Petites Noës.